# Ivan Bek
Ivan "Ivica" Bek (o en francès Yvan Beck; Belgrad, 29 d'octubre de 1909 - Seta, 2 de juny de 1963) fou un futbolista serbi, posteriorment nacionalitzat francès.

## Trajectòria esportiva
Començà a practicar el futbol a Belgrad on defensà els colors del BSK Belgrad i més tard del FK Mačva Šabac. Fou internacional amb Iugoslàvia i participà en la Copa del Món de 1930 on marcà 3 gols en tres partits.
A finals dels anys 20 marxà a França per a jugar al FC Sète i més tard a l'AS Saint-Étienne i 
Nîmes Olympique. El 1933 adoptà la nacionalitat francesa i també fou internacional amb aquest país.

## Palmarès
- Lliga francesa de futbol: 1934 amb FC Sète
- Copa francesa de futbol: 1930 amb FC Sète